# Adelhausen (Rheinfelden)
Adelhausen ist ein nördlicher Stadtteil der südbadischen Stadt Rheinfelden, der auf einer Hochfläche des Dinkelbergs gelegen ist. Der Teilort mit 750 Einwohnern (2019) wurde am 1. Juli 1974 zu Rheinfelden eingemeindet. Durch die Gemarkung von Adelhausen führen viele Wanderwege und es bieten sich gute Aussicht auf den Südschwarzwald, den Schweizer Jura und die Alpen. Im Gewann „Erle“ befindet sich ein Biotop und beim „Mägdebrünnlein“, an der Gemarkungsgrenze zu Eichsel, ein Gehölzlehrpfad.

## Geografie

### Lage
Adelhausen liegt auf einer Liaskuppe des Mittleren Dinkelbergs. Die Gebäudekonzentration hat die Form eines Haufendorfs. Von Westen ist Adelhausen über die Kreisstraße 6333 erreichbar, welche die Hauptbesiedlung mit der rund sechs Kilometer entfernten Autobahnanschlussstelle der A98 Lörrach-Ost verbindet. Etwa zwei Kilometer westlich auf der K 6333 befindet sich der Weiler Ottwangen, der zu Adelhausen gehört.
Im Ortskern von Adelhausen zweigt die K 6333 nördlich in Richtung Hüsingen ab, das zur Gemeinde Steinen gehört. Der Ort gehört zu den höchstgelegenen Siedlungen des Dinkelbergs. Nach Süden führt die Landesstraße 139 zum Rheinfelder Ortsteil Eichsel.

## Geologie
Das Dorf liegt entgegen dem Augenschein in einem der für den Dinkelberg charakteristischen in Nord-Süd-Richtung streichenden tektonischen Gräben. Dieser wird in der Literatur als Adelhauser Graben bezeichnet. Eingesenkt ist der Graben in die Muschelkalkplatte des Dinkelbergs. Die Grabenfüllung besteht aus eingesackten, vorwiegend roten und grünlichen Keupertonen und -mergeln, also aus normalerweise über dem Muschelkalk lagernden Sedimenten. Der Graben ist im Norden zuerst im Maulburger Niedertal erkennbar. Südlich vom Pfifferhölzle ist der Graben als solcher in der Landschaft zunächst nicht mehr auszumachen. Die Abtragung hat hier nivellierend gewirkt. Er verbreitert sich dann ab der Hummelrütte, so dass nicht nur Adelhausen selbst, sondern fast ganz Rapperswihr in der Grabenzone liegt.
Überraschenderweise tritt im Dorf der tektonische Graben morphologisch (=im Relief) als Rücken in Erscheinung. Es handelt sich um ein typisches Beispiel für eine sogenannte Reliefumkehr. Es müssen einst über eine längere Zeit Abtragungsverhältnisse geherrscht haben, bei denen widerstandsfähige Schichten im Graben der Abtragung trotzten, während außerhalb des Grabens leichter zu erodierende Sedimente abgeräumt wurden. Der Graben wurde also von Adelhausen bis Obereichsel förmlich herauspräpariert. Lange Zeit muss eine widerständige Unterjura-(Lias-)decke den Keuper im Graben geschützt haben. Von dieser Decke sind ein größeres Reststück im Dorf selbst und kleinere nördlich davon bis zum Wasserhochbehälter (ehem. Steinbrüche) vorhanden. Auch unmittelbar nördlich von Obereichsel gibt es noch eine Unterjurainsel im dort wieder schmaler werdenden Keupergraben. Niedereichsel liegt noch in der Grabenzone. Etwas südlich der Autobahn lässt sich die Grabenstruktur nicht mehr nachweisen.
Ein weiterer Keupergraben, der Hüsinger Graben durchzieht weiter westlich die Gemarkung von Nord nach Süd. Der Ottwanger Berg, die Gewanne Vorderer Wasacker und Räuberstüdele liegen in dessen Bereich. (Auch hier Reliefumkehr!) Ottwangen befindet sich gerade noch im Graben. Das Festenausträßchen säumt einen Wald, in dem wieder Unterjurareste anzutreffen sind. Hier setzt sich also dieser Graben nach Süden fort. Auch dieser Graben bildet sich im Relief nicht als Senke ab, es zeigt sich dagegen wieder Reliefumkehr beim Rücken des ehem. Festenauhofes. Diese tektonischen Gräben entstanden im Zusammenhang mit der Oberrheingrabenbildung im Tertiär, als zerrende Kräfte quer zur Grabenachse wirksam waren.
Zwischen Hüsinger und Adelhauser Graben steht das dominierende Gestein des Dinkelbergs, der Obere Muschelkalk, an (Seehalden, Kilchsperg, Steigacker). Auf dem Gemarkungsteil westlich von Ottwangen sind auf dem Muschelkalk flächenhaft Keupertone und -mergel ausgebreitet. Auch östlich des Adelhauser Grabens befinden wir uns im Oberen Muschelkalk, auf dem allerdings nördlich der Straße Maulburg-Minseln eine ausgedehnte Lösslehmdecke liegt, ebenso wie auf den Hängen westlich vom Seeboden.
Das östlichste Gemarkungsende erreicht gerade noch einen weiteren Keuper-Lias-Graben, den vom Wintertal her ziehenden Minselner Graben.

Westlicher Blick von Ottwangen auf Adelhausen im Winter

## Geschichte
Die erste Erwähnung erfuhr Adelhausen (als Adelnhusen) in einer kopialen Überlieferung aus dem Jahr 1192. Die beiden Orte zwischen Adelhausen: Ottwangen (1318) und Rappersweier bzw. Rapprechtsweier (1399) wurden später genannt. Alle drei Ortsnamen gingen vermutlich auf Personennamen aus dem 7. Jahrhundert zurück. 1819 fand man Steinplattengräber aus der entsprechenden Zeit. Die ältesten Siedlungszeugnisse am Dinkelberg gehen auf die Zeit der Römer zurück. Der Weiler Ottwangen wurde 1318 zum ersten Mal erwähnt.

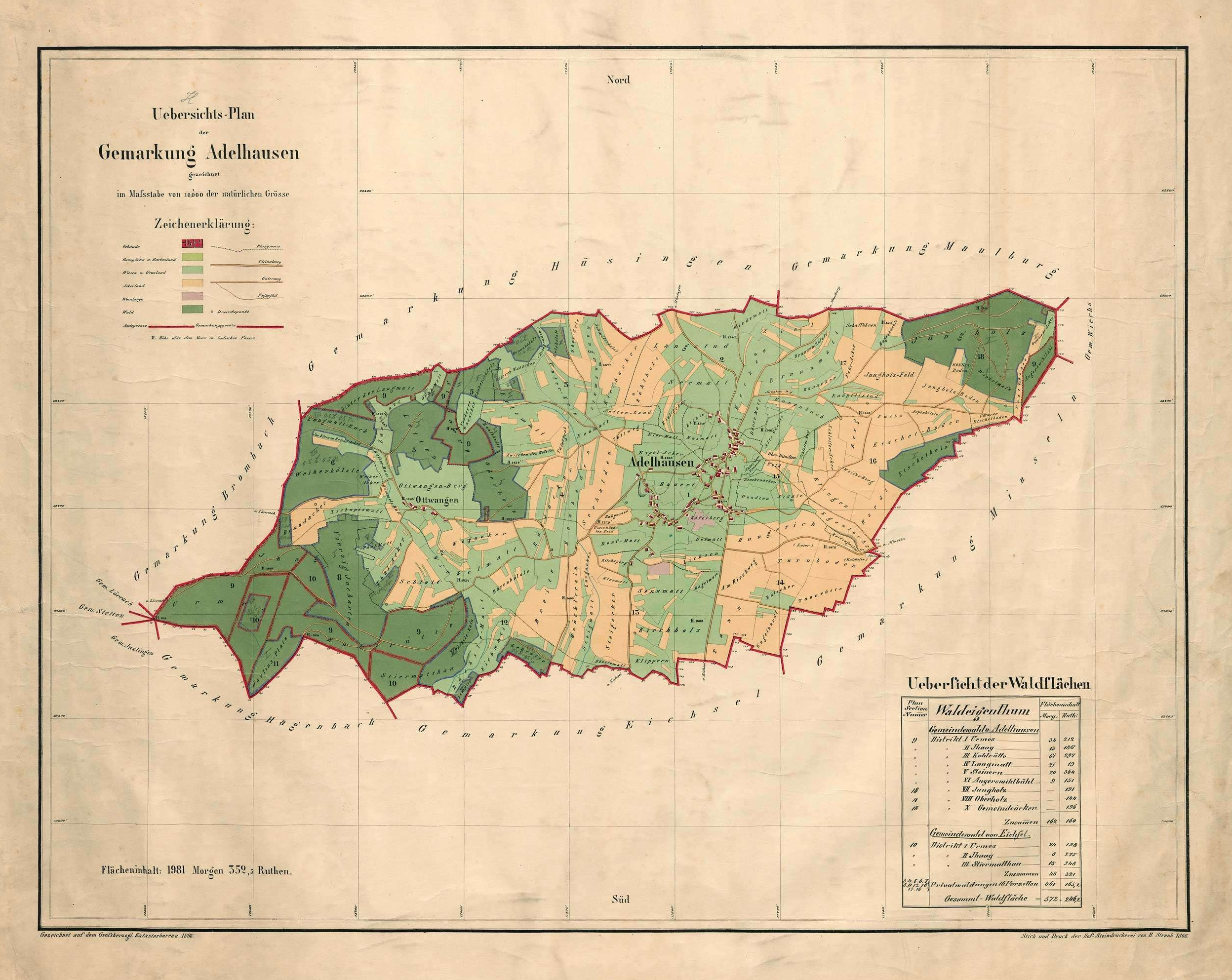
Karte Adelhausens von 1866

Zunächst gehörte Adelhausen zur Landschaft Rheintal der Kameralherrschaft Rheinfelden, die zum vorderösterreichischen Herrschaftsgebiet der Habsburger gehörte. Der österreichische Doppeladler im Wappen erinnert bis heute an diese Zugehörigkeit. 1806 wurde Adelhausen dem Großherzogtum Baden zum Bezirksamt Beuggen zugeordnet. Ende des 18. Jahrhunderts erhielt Adelhausen einen Gemeindevorstand, der dem Vogt von Eichsel unterstand. Auch kirchlich waren die Katholiken von Adelhausen in Eichsel eingepfarrt. 1809 ging das Dorf zum Bezirksamt Schopfheim über, 1969 dem Bezirksamt Lörrach und 1939 wurde es dem Landkreis Lörrach zugeordnet. Seit dem 1. Juli 1974 ist Adelhausen ein Ortsteil von Rheinfelden.

## Politik

### Wappen
Blasonierung des ehemaligen Gemeindewappens von Adelhausen ist ein silbernes Wappenschild, mit einem in rot bewehrten schwarzen Doppeladler mit roten Schnäbeln und Zungen. Auf der Brust des Adlers steht der Buchstabe A. Das Wappen hatte der aus Adelhausen stammende Erzbischof Karl Fritz vorgeschlagen. Die Gemeinde hat das Wappen in dieser Form 1900 auf Vorschlag des Generallandesarchivs Karlsruhe angenommen.

### Ortschaftsrat

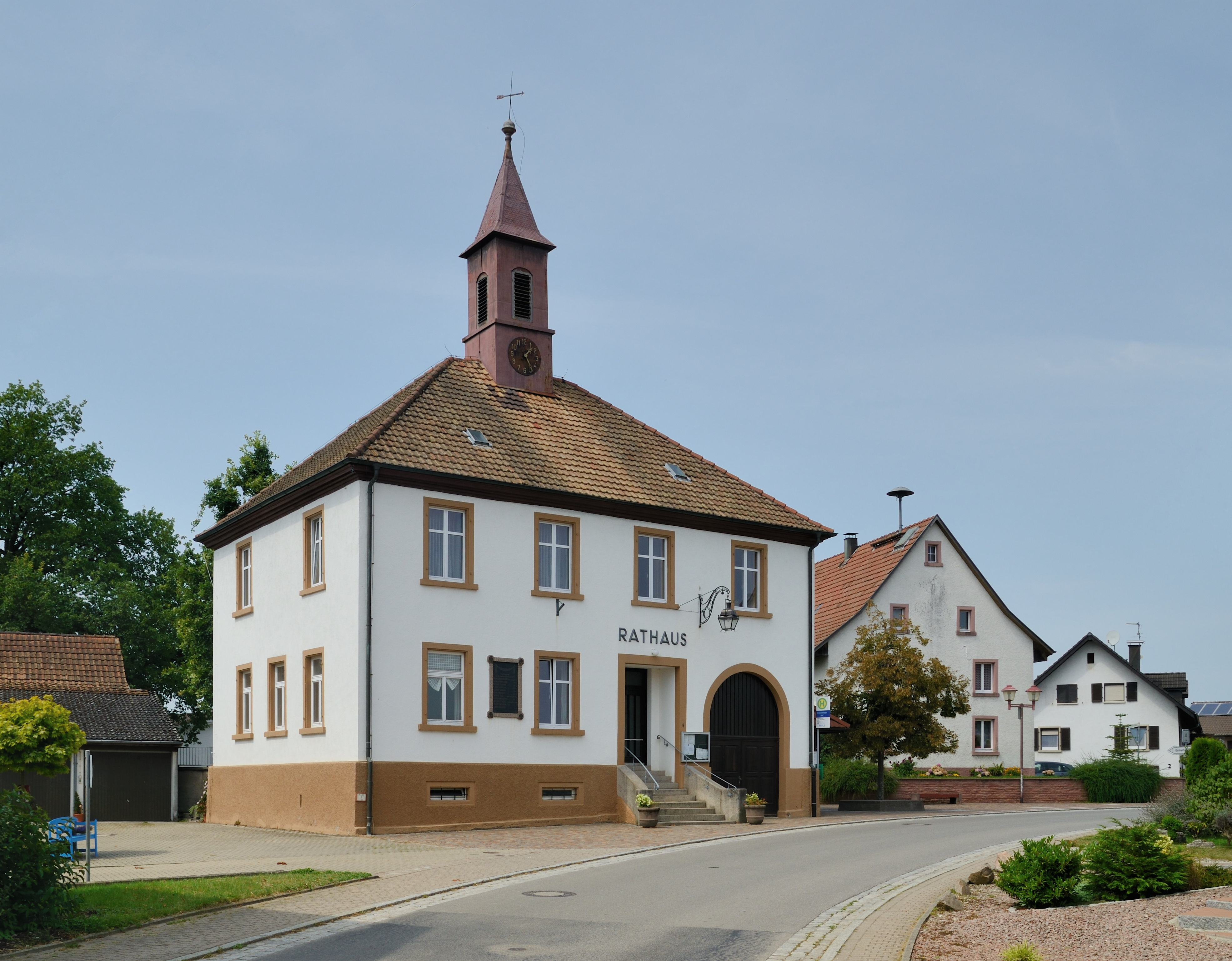
Rathaus Adelhausen

Adelhausen verfügt über einen Ortschaftsrat, der von einer Ortsvorsteherin angeführt und zwei Stellvertretungen unterstützt wird. Dem Rat gehören sieben Mitglieder an. Sitz des Ortschaftsrates ist das Rathaus von Adelhausen in der Rheintalstraße 9.

## Bevölkerung und Religion

### Einwohner
Die Zahl der Einwohner Adelhausens entwickelte sich wie folgt:
| Jahr | Einwohner |
| ---- | --------- |
| 1852 | 575       |
| 1871 | 484       |
| 1880 | 433       |
| 1890 | 422       |
| 1900 | 416       |
| 1910 | 410       |
| 1925 | 403       |

| Jahr | Einwohner |
| ---- | --------- |
| 1933 | 427       |
| 1939 | 425       |
| 1950 | 471       |
| 1956 | 506       |
| 1961 | 536       |
| 1970 | 543       |
| 2015 | 747       |

### Religion
Die Zugehörigkeit zu den Religionsgemeinschaften verteilte sich in der Vergangenheit wie folgt:
| Religionszugehörigkeit in Adelhausen | Religionszugehörigkeit in Adelhausen | Religionszugehörigkeit in Adelhausen | Religionszugehörigkeit in Adelhausen |
| Jahr                                 | Religion                             | Religion                             | Religion                             |
| ------------------------------------ | ------------------------------------ | ------------------------------------ | ------------------------------------ |
|                                      | evangelisch                          | katholisch                           | sonstige                             |
| 1858                                 | 1,2 %                                | 98,8 %                               | 0,0 %                                |
| 1925                                 | 6,0 %                                | 94,0 %                               | 0,0 %                                |
| 1950                                 | 10,1 %                               | 89,9 %                               | 0,0 %                                |
| 1961                                 | 13,3 %                               | 85,7 %                               | 1,0 %                                |
| 1970                                 | 15,2 %                               | 84,8 %                               | 0,0 %                                |

## Infrastruktur und Vereine

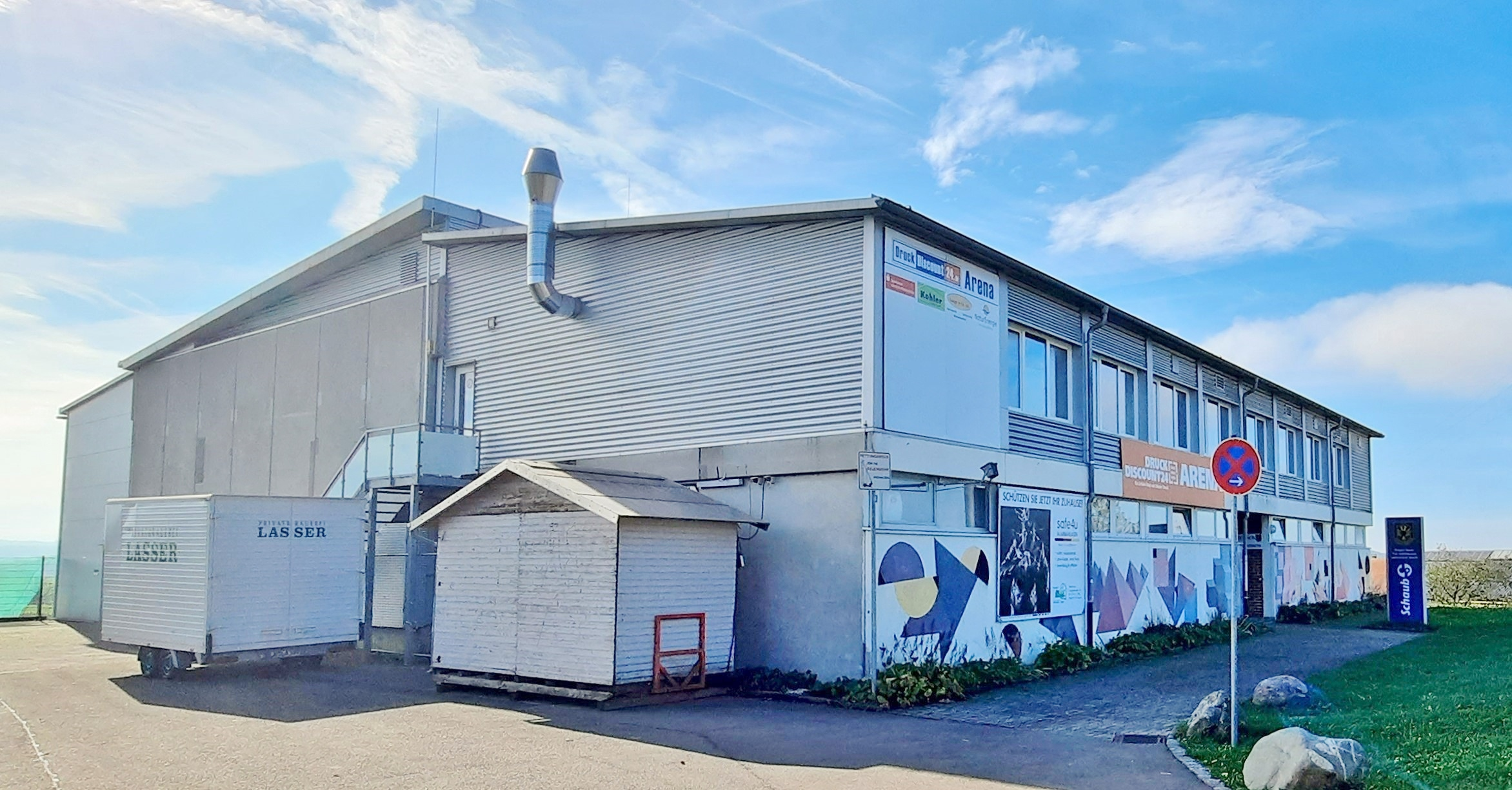
Dinkelberghalle

### Infrastruktur
Im Dorfzentrum befindet sich die Dinkelberghalle, die als Versammlungs- und Veranstaltungsort genutzt wird. In Adelhausen befindet sich ebenfalls eine Jugendgruppe und ein Löschzug der Freiwilligen Feuerwehr.

### Verkehr
Adelhausen wird über den Öffentlicher Personennahverkehr durch eine Buslinie mit Schopfheim (Linie 7302) und eine mit Rheinfelden (Linie 7307) verbunden.
Der Oberrhein Römer-Radweg und der Südschwarzwald-Radweg führen auf dem Weg über den Dinkelberg durch Ottwangen und Adelhausen.

### Vereine
In Adelhausen gibt es einen 1891 gegründeten Musikverein, der zum Alemannischen Musikverband gehört.
1962 wurde der Turn- und Sportverein Adelhausen gegründet. Die Heimatstätte des Sportvereins ist die Dinkelberghalle. Den ersten Meistertitel der Oberliga konnte der Verein 1986 im Ringen verzeichnen.

## Persönlichkeiten
- Karl Fritz (1864–1931), Erzbischof von Freiburg